# Điện toán lượng tử
Điện toán lượng tử là một trong các phương pháp xử lý thông tin tiến bộ trong tương lai. Theo đó người ta sẽ sử dụng những nguyên lý của cơ học lượng tử để thực hiện các phép tính phức tạp trong một khoảng thời gian ngắn do nhiều siêu máy tính nhanh nhất trên thế giới thực hiện.
Thế hệ máy tính tiếp theo có thể sẽ dựa trên cơ chế lượng tử, không còn cơ chế điện tử như hiện nay nữa.
Điện toán lượng tử dựa trên bit lượng tử, gọi là qubit (viết tắt từ quantum bit). Theo ông Kike Mosca - phó giám đốc viện Điện toán lượng tử ở đại học Waterloo (Canada), thì bit trong điện toán hiện nay chỉ biểu hiện ở hai trạng thái là 1 hoặc 0. Nhưng với qubit, nhờ có đặc tính cơ lượng tử mà một qubit có thể có đồng thời hai trạng thái, 1 và 0, do đó một qubit có thể đại diện cho 2 bit. Điều này có nghĩa là qubit có thể tăng gấp đôi cấu hình tính toán điện tử.
Từ đó, mẫu trong hệ dữ liệu có thể được lấy ra nhanh hơn mà không phải so sánh mọi giá trị dữ liệu. Trong quá trình so sánh, trích xuất dữ liệu nhanh hơn thì sẽ tăng tốc được rất nhiều thành phần xử lý khác. Vấn đề còn lại là các thuật toán truyền thống về xử lý dữ liệu cần được viết lại cho phù hợp.
Tiếp theo, việc kết hợp qubit với cổng logic lượng tử rất có tiềm năng tạo được đột phá về khả năng xử lý tính toán cho máy tính phổ thông trong vòng 10-15 năm tới. Nhưng khả năng này lại nảy sinh một vấn đề khác là khả năng bẻ khóa các loại mã hóa cũng tiến triển theo, khiến dữ liệu giống như một cuốn sách mở.

## Nghiên cứu
Những máy tính hiện thời xử lý thông tin dùng các bit, mỗi bit đại diện cho ký tự 0 hoặc 1. Việc xử lý thông tin lượng tử sử dụng các phiên bản của những bit, những nguyên tử đơn lẻ hoặc những hạt dưới cấp độ nguyên tử được gọi là những qubit.
Trong khi đó, tạp chí Physical Review Letters gần đây giới thiệu một mạch có thể tin cậy được trên khía cạnh thực nghiệm và một cơ cấu hiệu quả thực hiện điện toán lượng tử. Khả năng nâng cao kỹ thuật này từ các thí nghiệm một hoặc hai qubit tới những hệ thống liên quan đến nhiều qubit sẽ tạo điều kiện cho việc xây dựng mô hình và chế tạo máy tính lượng tử. Nhà khoa học Franco Nori tiết lộ các qubit có thể tương đương với các ký tự 0-1 hoặc thậm chí cả hai ký tự 0 và 1 ở cùng một thời điểm. Vì vậy, khả năng tạo ra những siêu vị trí của 0 và 1 như thế sẽ cho phép các máy tính lượng tử xử lý các thông tin phức tạp một cách thật nhanh chóng, bởi vì bất kỳ qubit nào cũng có thể đảm nhận một trong hai và có thể cả hai vị trí ký tự nói trên.
Tuy nhiên, để thực hiện kỹ thuật xử lý thông tin lượng tử, cần phải chuẩn bị, tạo và tính toán được tình trạng lượng tử của một hệ thống. Ông Nori nói những bước đầu tiên trong kỹ thuật này hầu hết tập trung vào nghiên cứu các qubit đơn lẻ. Nhưng xây dựng một máy tính lượng tử lớn có nghĩa là phải tăng cường nhiều qubit và kiểm soát mối liên hệ cũng như sự kết nối giữa chúng. Đây là hai vấn đề cơ bản nhất cần phải được đáp ứng để triển khai điện toán lượng tử trên thực tế và ông tin rằng phát minh của nhóm mình có thể giải quyết hữu hiệu hai yêu cầu cốt lõi trên. Bên cạnh đó, nhóm nghiên cứu của ông cũng đề ra rất nhiều thao tác nhằm giúp cho điện toán lượng tử gặt hái được thành công.
Ông Franco Nori còn cho biết nhóm đã nêu lên phương pháp giải quyết một vấn đề trọng tâm khác của điện toán lượng tử, đó là cách thức lựa chọn hai qubit trong rất nhiều qubit và làm cho chúng hỗ tương với nhau dù chúng có thể không phải là hai qubit gần nhau nhất; đồng thời họ cũng vạch ra cách thức thực hiện các thao tác điện toán lượng tử hiệu quả với hai qubit được lựa chọn này. Một số nhà khoa học cho rằng cần phải kiểm nghiệm nghiêm túc kỹ thuật điện toán mới này; bên cạnh đó việc chế tạo máy tính lượng tử mới, nếu có thể, để ứng dụng thực tiễn đòi hỏi thời gian dài, nhưng họ cũng thừa nhận phát minh này tỏ ra đầy hứa hẹn cho ngành công nghệ thông tin trong tương lai.
Ông Mosca cũng cho rằng các chuyên gia bảo mật lúc này cần bắt đầu nghiên cứu cho mã hoá lượng tử.
Còn theo Jeremy Hilton, phó chủ tịch nhà sản xuất phần cứng lượng tử D-Wave Systems, một máy tính lượng tử phổ thông có thể còn nhiều thập kỷ nữa mới xuất hiện, cho dù công ty ông đã bán ra một máy tính với các thành phần lượng tử. Hệ thống D-Wave 2 của công ty ông có 512 qubit, và dự kiến phiên bản 1k qubit sẽ xuất hiện đầu năm nay.
NASA, Lockheed Martin và Google cũng đang thử nghiệm hệ thống lượng tử của riêng họ.

## Mức độ bảo mật
Việc sử dụng máy tính lượng tử để tạo ra cơ sở hạ tầng điện toán đám mây có thể cho phép các hệ thống điện toán đám mây nhanh hơn và phức tạp hơn. Tuy nhiên, những phức tạp ở cấp độ lượng tử có thể có nguy cơ bảo mật. Giờ đây, một nhóm các nhà nghiên cứu Áo đã thành công trong việc chứng minh một tính năng bảo mật cho điện toán đám mây lượng tử trong tương lai.
Mặc dù hầu hết các công ty và các tổ chức đều đang theo đuổi điện toán đám mây nhưng các mối lo ngại về an ninh vẫn còn rất nhiều. Những nghi ngờ về bảo vệ dữ liệu trong điện toán đám mây vẫn còn là một lý do chính khiến một số người vẫn chưa áp dụng công nghệ này. Việc bổ sung thêm điện toán lượng tử khiến cho những vấn đề về bảo mật phát triển với một tốc độ theo cấp số nhân. Nhưng trong một nghiên cứu mới, các nhà nghiên cứu Áo đã đưa ra một giải pháp về bảo mật điện toán đám mây ở cấp độ lượng tử: một hệ thống photon làm rối có thể ngăn chặn dữ liệu rơi vào tay kẻ xấu.
Điện toán lượng tử là một mục tiêu lớn trong thế giới máy tính, nhưng các máy tính lượng tử sẽ trở nên phức tạp đến mức bảo mật khó có thể duy trì trong một cấu trúc điện toán đám mây vốn đã phức tạp. Trong một cấu trúc điện toán đám mây lượng tử, các máy tính lượng tử phức tạp sẽ trở thành các máy chủ chính cho dữ liệu lưu trữ.
"Một thách thức lớn trong việc sử dụng các máy tính lượng tử là việc tạo điều kiện cho một điện toán lượng tử trên một máy chủ từ xa trong khi giữ dữ liệu của khách hàng ẩn từ máy chủ", các nhà nghiên cứu Áo viết trong một nghiên cứu từ Vienna Center về Khoa học Lượng tử và Công nghệ tại Đại học Vienna và Viện Quang học Lượng tử và Thông tin Lượng tử (Institute for Quantum Optics and Quantum Information) ở Áo.